# Conistra scortina
Conistra scortina là một loài bướm đêm trong họ Noctuidae.